# Land- und Stadtgericht Passenheim
Das Land- und Stadtgericht Passenheim war von 1828 bis 1849 ein preußisches Land- und Stadtgericht mit Sitz in Passenheim.

## Geschichte
Das Land- und Stadtgericht Passenheim wurde 1828 aus dem Land- und Stadtgericht Ortelsburg ausgegliedert. Es war ein Gericht 2. Klasse im Sprengel des Oberlandesgerichts Königsberg.
1837 umfasste der Gerichtsbezirk die Stadt Passenheim mit 1143 Gerichtseingesessenen und 43 Ortschaften mit 7559 Gerichtseingesessenen (zusammen also 8702 Gerichtseingesessene). Am Gericht war ein Stadt- und Landrichter und vier weitere Mitarbeiter beschäftigt.
Nach der Märzrevolution wurden 1849 einheitlich Kreisgerichte gebildet. In Passenheim entstand so die Gerichtskommission Passenheim des Kreisgerichts Ortelsburg.